# كريستوفر رويال
كريستوفر رويال (بالإنجليزية: Christopher Royal)‏ هو لاعب كرة قدم أمريكية أمريكي، ولد في 19 يناير 1983 في ريستون في الولايات المتحدة.